# Шоманова, Жезбала
Жезбала Шоманова (20 марта 1924, Пишпекский уезд, Киргизская АССР, РСФСР — 3 декабря 2008) — колхозница, Герой Социалистического Труда (1948).

## Биография
Родилась в 1924 году на территории Пишпекского уезда (ныне — Чуйская область).
В 1943 году в возрасте 20 лет вступила в колхоз в селе Бельбасар Чуйского района Джамбулской области. Первоначально работал рядовой колхозницей. За ударный труд в годы Великой Отечественной войне была награждена медалью «За доблестный труд в Великой Отечественной войне».
В 1947 году была назначена звеньевой свекловодческого звена. В этот год звено под управлением Жезбалы Шомашовой собрало с участка площадью 2 гектара по 805 центнеров сахарной свеклы вместо запланированных 524 центнера. За этот доблестный труд она была удостоена в 1948 году звания Героя Социалистического Труда.
С 1980 года — персональный пенсионер союзного значения. Проживала в селе Бельбасар Шуского района Жамбылской области Казахстана.
Скончалась 3 декабря 2008 года, похоронена на Бельбасарском сельском кладбище.

## Награды
- Герой Социалистического Труда (1948);
- Орден Ленина (1948);
- Медаль «За доблестный труд в Великой Отечественной войне 1941—1945 гг.».